# 岩菀
岩菀（学名：Krylovia limoniifolia）为菊科岩菀属下的一个种。